# Josh Lawrence (Jazzmusiker)
Josh Lawrence (* 8. Juli 1982 in Princeton) ist ein US-amerikanischer Jazzmusiker (Trompete, Komposition) des Modern Creative.

## Leben und Wirken
Lawrence, der aus New Jersey stammt, begann zehnjährig Trompete zu spielen, erhielt aber erst auf der Highschool Unterricht. Dort unterrichtete ihn Anthony Biancosino, dessen Musikprogramm der Film Whiplash seines Mitschülers Damien Chazelle unsterblich machte. Im Jahr 2000 erhielt Lawrence ein Stipendium an der University of the Arts in Philadelphia. Dort studierte er bei John Swana, Charles Fambrough, Trudy Pitts und Jimmy Bruno. Er kam in Kontakt mit der Neo-Soul-Szene von Philadelphia, und wirkte an Aufnahmen von Erykah Badu (New Amerykah Part 1), der Boyz II Men (Throwback), Jazzyfatnastees und Jazmine Sullivan mit. Er gründete auch seine erste Band The Monday Quintet mit dem Vibraphonisten Behn Gillece.
Nach dem Studium zog er nach New York. Dort veröffentlichte Lawrence sein Debüttrioalbum Roots (2009). Mit dem Trio tourte er in Europa; auch arbeitete er mit polnischen, deutschen und norwegischen Künstlern an Performances, Aufnahmen, Theaterstücken und Filmen. 2010 ging Lawrence zurück nach Philadelphia, wo er an der Kunsthochschule arbeitete und sich der Captain Black Big Band von Orrin Evans anschloss. Weiterhin arbeitete er mit Bobby Zankels Warriors of the Wonderful Sound, Anthony Tidds PACT, Matt Davis’ Aerial Photograph, Terell Staffords Jazz Orchestra of Philadelphia und Sänger Laurin Talese arbeitete. In den folgenden Jahren veröffentlichte er sein zweites Trioalbum, One Night in Atlanta, vertonte den Dokumentarfilm Love & Terror des Filmemachers Dave Jannetta und komponierte The Harlem Suite, ein fünfsätziges Werk für die Captain Black Big Band, das als Tribut an Thomas Hart Benton am Metropolitan Museum of Art in New York uraufgeführt wurde. Außerdem arbeitete er mit Caleb Curtis, dem George Gee Swing Orchestra, Francois Zayas und Venissa Santi. Mit Jason Fraticelli und Anwar Marshall leitet er das Fresh Cut Orchestra, mit dem zwei Alben entstanden.
Weitere Aufnahmen entstanden im September 2017 mit Tom Tallitsch (Wheelhouse, Posi-Tone); kurz darauf auch sein Album Contrast (Posi-Tone), mit David Gibson (Posaune), Caleb Curtis (Altsaxophon), Zaccal Curtis (Piano), Orrin Evans (Piano), Luques Curtis (Bass) und Anwar Marshall (Schlagzeug). Des Weiteren spielte er mit Rudresh Mahanthappa, Jaleel Shaw, Don Byron, René McLean und Román Filiú. 2019 leitete er ein Quartett mit Luke Carlos O’Reiley, Caleb Wheeler Curtis, Mark Whitfield Jr und Noah Garabedian.
Lawrence unterrichtet an der University of the Arts, an der Drexel University und im  Kimmel Center’s Creative Music Program.

## Diskographische Hinweise
- Fresh Cut Orchestra: From the Vine (Popeadope Records)
- Fresh Cut Orchestra: Mind Behind Closed Eyes (Popeadope Records)
- Contrast (Posi-Tone Records, 2018), mit Caleb Curtis, Madison Rast, Anwar Marshall, Orrin Evans, Adam Faulk
- Tarbaby: Dance of the Evil Toys (Clean Feed, 2022), mit Eric Revis, Orrin Evans, Nasheet Waits, Oliver Lake
- Call Time (2022), mit Willie Morris, Art Hirahara, Boris Koslov, Jason Tiemann
- And That Too (Posi-Tone Records, 2023), mit Willie Morris, Art Hirahara, Boris Kozlov, Jason Tiemann, Rudy Royston
- Measured Response (2024), mit Diego Rivera, Art Hirahara, Luques Curtis, Rudy Royston